# Fragaria daltoniana
Fragaria daltoniana es una especie fanerógama de fresa nativa de los Himalayas.  Su fruto tiene un sabor pobre y no posee valor comercial.

## Descripción
Son hierbas perennes, que alcanzan un tamaño de 4-6 cm de altura. Los tallos pilosos delgados, subglabros o escasamente adpresos. Pecíolo adpreso piloso; lámina de la hoja trifolioladas; foliolos poco peciolulados, envés verdoso, verde oscuro en el haz, oblongas u ovadas, de 1-2.5 × 0.6-1.5 cm, margen aserrado incisas, ápice redondeado o agudo. Flores solitarias, axilares; con pedicelo de 2-5 cm, pilosos adpreso.  Pétalos blancos, suborbiculares. Estambres y carpelos numerosos, insertados en receptáculo carnoso. Los frutos son aquenios glabros. Tiene un número de cromosomas de 2n = 14.

## Distribución y hábitat
Se encuentra en matorrales y prados en las cumbres de las montañas; a una altitud de 3300--5000 metros en Tíbet, Bhután, India, Myanmar, Nepal y Sikkim.

## Taxonomía
Fragaria daltoniana fue descrita por Jacques Etienne Gay y publicado en Annales des Sciences Naturelles; Botanique, série 4 8: 204. 1857.
Citología
Al contrario de todas las frutillas con una base haploide de 7 cromosomas, Fragaria daltoniana es diploide, con 2 pares de esos cromosomas con un total de 14 cromosomas.
Etimología
Fragaria: nombre genérico que proviene del latín fraga, "fresa", que se deriva de fragum, "fragante", donde se refiere a la fragancia de la fruta.
daltoniana: epíteto otorgado en honor del botánico inglés Joseph Dalton Hooker.
Sinonimia
- Fragaria sikkimensis Kurz
- Potentilla daltoniana (J.Gay) Mabb.	[4][5]